# شهر الکوباسا
شهر الکوباسا (به پرتغالی: Alcobaça Municipality) یک منطقهٔ مسکونی در پرتغال است که در Centro Region, Portugal واقع شده‌است.

## خصوصیات
شهر الکوباسا ۴۰۸٫۱ کیلومترمربع مساحت و ۵۵٬۲۶۹ نفر جمعیت دارد.